# 眼纹斑叩甲
眼纹斑叩甲（学名：Cryptalaus larvatus），叩甲科（叩头虫科）斑叩甲属的一种，分布于中国南方及越南、老挝等地，模式产地为中国上海市。
本种2023年被收录入中国《有重要生态、科学、社会价值的陆生野生动物名录》。

## 形态特征
身体狭长，近似长方形。通体呈灰褐色，密被短毛。前胸背板中线两侧有两个黑色眼点；鞘翅中部外侧有2个近似长方形的黑褐色斑块。